# Vocal meditation
Vocal Meditation ist eine Technik zur Hypnoseeinleitung und hypnotherapeutischen Nutzung.
Für Kinder wird die Vocal meditation auch als Zauberwort-Meditation bezeichnet.
Dabei werden Klänge, in diesem Fall selbst ausgesuchte Vokale, benutzt. Auf diese fokussiert der Klient und gerät so  in eine Trance. Die Unterweisung erfolgt ritualisiert, um einen Rapport zum Therapeuten herzustellen.
Diese Technik eignet sich bei Probanden, die auditiv besonders ansprechbar sind (auditives Repräsentationssystem). Ebenso ist sie geeignet bei ängstlichen oder jugendlichen Klienten, weil diese Form einer Hypnoseinduktion permissiv (zulassend) und unautoritär erscheint. Besondere Anforderungen an die Konzentration bestehen nicht. Vorteilhaft ist auch, dass dem Klienten keine Theorie erklärt werden muss, sondern eine Trance schnell eintritt.
Es besteht eine Analogie zur Mantra-Meditation, die allerdings spirituell und nicht therapeutisch verwendet wird.
Wie alle Methoden von Hypnotherapie sollte Hypnose nur von Fachleuten angewandt werden.